# Царево (Невельский район)
Царёво — деревня в Невельском районе Псковской области России. Входит в состав Туричинской волости.

## География
Расположена на южном побережье озера Туричино, на противоположном от волостного центра, деревни Туричино (в 1,5-2 км к югу от последнего), в 35 км к юго-западу от города Невель в сторону Полоцка.

## Население
| 2001 | 2002 | 2010 |
| ---- | ---- | ---- |
| 20   | ↗35  | ↘18  |

Численность населения деревни по оценке на начало 2001 года составляла 20 жителей.